# Tolkvoorziening
Tolkvoorziening is een gratis dienst voor doven en slechthorenden, waarin wordt geregeld dat zij een bepaald aantal uren per jaar gebruik kunnen maken van een gebarentolk of schrijftolk. De tolken krijgen een vergoeding van de overheid. Om voor deze voorziening in aanmerking te komen moet een dove/slechthorende een doktersverklaring met de uitslag van een audiologisch onderzoek kunnen overleggen.

## Tolkvoorziening in Nederland
Er zijn drie vormen van tolkvoorzieningen:
- Privésfeer
- Onderwijssfeer
- Werksfeer

#### Privésfeer
Voor de privésfeer - zoals een cursus, museumbezoek, bruiloft, etcetera - wordt sinds 2007 door het Menzis Zorgkantoor te Enschede standaard 30 tolkuren per jaar toegekend. Voorheen moesten doven tolkuren aanvragen bij het zorgkantoor in hun woonplaats. In 1988 hadden doven en slechthorenden voor het eerst 18 uren per jaar. Ze moesten elk jaar opnieuw aanvragen. Jaarlijks aanvragen is vanaf 2004 echter niet meer nodig; eenmaal toegekend, blijft deze toekenning levenslang geldig.  Doven en slechthorenden hebben recht op 30 uur per jaar. Tolkgebruikers die meer tolkuren nodig hebben kunnen een beroep doen op de hardheidsclausule en meer tolkuren aanvragen. 
Ook de extra uren kunnen aangevraagd worden bij het Menzis Zorgkantoor. Bij deze aanvraag moet men aangeven hoeveel extra uren men nodig denkt te hebben en ook waarvoor. Deze extra tolkuren zijn alleen voor de specifiek benoemde "hardheid" geldig en dan slechts voor het lopende jaar. Sinds 2006 krijgen communicatieassistenten en notitiemakers geen vergoeding meer, omdat de tolkvoorziening onder de AWBZ valt. Sinds 2015 valt de voorziening onder WMO. Daardoor zijn de gemeenten verantwoordelijk voor dit voorziening. Dovenschap maakte een bezwaar tegen decentralisatie van tolkvoorziening. Daarom wordt deze voorziening door vereniging van gemeenten uitbesteed aan tolkcontact. De tolkcontact kan voorzieningen toekennen en aanvragen behandelen. 
Voor doofblinden geldt dat er binnen de privésfeer standaard 168 tolkuren beschikbaar wordt gesteld. Verder hebben zij in principe dezelfde rechten in de onderwijs- en werksfeer.

#### Onderwijssfeer
Elk schooljaar moeten opnieuw een aanvraag voor tolkuren gedaan worden bij het UWV kantoor. Binnen het onderwijs wordt jaarlijks aan de hand van het rooster de tolkbehoefte vastgesteld. Er is in principe geen maximum aan het aantal toe te kennen uren. Ze moeten ook een regulier onderwijs volgen en mogen niet ouder dan 30 jaar zijn. Er zijn uitzonderingen zoals studenten die nog studiefinanciering en ouder dan 30 jaar hebben en de studenten die wajong en levenlanglerenkrediet hebben. 

#### Werksfeer
Voor werksituaties kan men een maximum van 15% (normaal 10%) van de contractuele werkuren als tolkuren aanvragen bij UWV-kantoren. Wanneer echter kan worden aangetoond dat er meer uren noodzakelijk zijn voor de uitoefening van de functie kan door het UWV een uitzondering worden gemaakt.Er wordt een maximum van 30% van de contractuele werkuren toegekend. Dit blijkt echter een moeizame procedure die lang niet altijd met succes wordt beëindigd. Sinds 1 januari 2010 mogen dove zelfstandigen tolkvoorzieningen aanvragen. Het geldt ook voor dove werkzoekenden. De doven met WSW-indicatie hebben geen recht op tolkvoorziening van het UWV, omdat WSW-bedrijven subsidies voor hulpmiddelen en voorzieningen ontvangen.

#### Teamtolk
Per 1 januari 2009 werden de regels voor de teamtolken aangescherpt. Voor zwaarte van opdrachten die langer dan 2 uren zonder pauze hebben moeten ze een aparte aanvraag indienen bij UWV. Bij de onderwijsfeer hanteert UWV strengere eisen, bijvoorbeeld wat betreft zwaarte van opleiding van doven. Daarvoor moeten ze een motivatie schrijven.

#### Annuleringsregeling
Onder de huidige leveringsvoorwaarden mogen de doven zonder kosten opdrachten die twee dagen van tevoren beginnen annuleren. Bij minder dan 48 uren annulering hebben de tolken een opdrachtformulieren naar de cliënten gestuurd om te ondertekenen.
De overheid was van plan om annulering van de tolkopdrachten niet te vergoeden. Het leidde tot een conflict tussen Dovenschap en NTBG. De NTBG verzette zich tegen deze regeling, omdat de positie van de gebarentolk en de schrijftolk erdoor verslechterde. Ook vreesden de tolken dat het de vertrouwensrelatie tussen client en de tolk kon beschadigen. Veel doven waren boos op Dovenschap, omdat de Dovenschap een verkeerde uitspraak deed tegen de NTBG. In 2009 heeft Dovenschap zijn excuus aan NTBG aangeboden. Ze vrezen dat de tolkentekort kan ontstaan. Ze wijzen dat de lessen uit de België werden getrokken. NTBG heeft besloten dat ze de overheid voor de rechter gaat slepen.

### Gebruik van een tolk in het buitenland
Een tolk aanvragen voor een opdracht in het buitenland is ook mogelijk, al moet hiervoor goed worden overlegd met de betalende instantie. Dit in verband met de veel hogere reis- en eventuele verblijfskosten van de tolk. Hierbij zijn de maximale uren per dag die declarabel zijn 8 uur en bij uitzondering meer.

### Centralisatie
Door sterke lobby van Dovenschap is Wet Centralisatie tolkvoorzieningen per 1 juli 2019 in werking getreden. Alle voorzieningen vallen onder verantwoordelijkheid van UWV. De tolkcontact kan alleen bemiddelen tussen tolkgebruikers en tolken. UWV kan alleen voorzieningen toewijzen aan tolkgebruikers.

## Tolkvoorziening in Vlaanderen
Net zoals in Nederland zijn er drie vormen van tolkvoorzieningen:

#### Onderwijssituatie
Om tolkuren Vlaamse Gebarentaal (VGT) in het voltijds basis-, secundair- en hoger onderwijs of in het volwassenenonderwijs te kunnen bekomen voor respectievelijk dove leerlingen, studenten of cursisten, moet de betrokken onderwijsinstelling een aanvraag indienen bij het Ministerie van Onderwijs (AgODi), dat beslist over het aantal toe te kennen tolkuren.
Ook voor dove leerlingen, studenten, of cursisten die de ondersteuning wensen van een zogenaamde schrijftolk, kan de onderwijsinstelling een pakket tolkuren aanvragen bij het Min. van Onderwijs.

#### Arbeidssituatie
Dove gebruikers van tolken VGT kunnen in hun werksituatie een jaarlijks pakket van tolkuren VGT aanvragen. Het gaat over 10% tolkuren van hun arbeidstijd (per gemotiveerde uitzondering eventueel 20% ). De bevoegde overheid hiervoor is de Vlaamse Dienst voor Arbeidsbemiddeling (VDAB).
Daarnaast kunnen ook dove sollicitanten een apart pakketje tolkuren bekomen. Ten slotte is het ook mogelijk om tolkuren te bekomen in geval van een beroepsopleiding die kadert in een opleidingstraject. Ook in deze gevallen is de VDAB bevoegd.
Voor dove gebruikers van zogenaamde schrijftolken gelden dezelfde mogelijkheden.

#### Leefsituatie
Dove gebruikers van tolken VGT kunnen in hun private (sociale) situatie een jaarlijks pakket van 18 tolkuren aanvragen (per gemotiveerde uitzondering eventueel extra 18u, wat dus in totaal 36u oplevert). De bevoegde overheid hiervoor is het Vlaams Agentschap voor Personen met een Handicap (VAPH).
Dove gebruikers met een bepaalde gezichtshandicap kunnen (in plaats van een pakket van 18 uren) een pakket van 70 tolkuren per jaar bekomen (per gemotiveerde uitzondering eventueel extra 70u, wat dus in totaal 140u oplevert).
Voor dove gebruikers van zogenaamde schrijftolken gelden dezelfde mogelijkheden.

### Nederland
- Nederlandse Beroepsvereniging Tolken Gebarentaal
- Register Tolk Gebarentaal

### Vlaanderen
- Tolkendienst CAB